# Zords in Power Rangers: Wild Force
The Zords in Power Rangers: Wild Force, ook wel de Wild Zords genoemd, waren net als in Power Rangers: Lost Galaxy levende wezens die al duizenden jaren bestonden. Ze hebben een grotere vrije wil en eigen persoonlijkheid dan de zords die voorheen in Power Rangers te zien waren, en kunnen met de Rangers communiceren via telepathie.
In de serie kwamen zeer veel Wild Zords voor (100 in de Super Sentai tegenhanger van Wild Force, Gaoranger). Het totale aantal zords in Power Rangers Wild Force werd niet onthuld (maar aangenomen wordt dat dit ook 100 is). De Zords konden allerlei verschillende Megazord combinaties vormen.
Elke Wild Zord werd opgeroepen via een speciale kristallen bol.

## Wild Zord Lijst
Hieronder volgt een overzicht van alle Wild Zords die in de serie gezien worden.
Hoofdzords
| Naam         | Dier    | Ranger          | Megazord onderdeel |
| ------------ | ------- | --------------- | ------------------ |
| Red Lion     | Leeuw   | Cole Evans      | Torso              |
| Yellow Eagle | Adelaar | Taylor Earhardt | Hoofd              |
| White Tiger  | Tijger  | Alyssa Enrilé   | Linkerarm          |
| Black Bison  | Bizon   | Danny Delgado   | Benen              |
| Blue Shark   | Haai    | Max Cooper      | Rechterarm         |
| Wolf         | Wolf    | Merrick Baliton | Linkerarm          |

Extra Zords gebruikt door de Rangers:
| Naam             | Dier          | Ranger          | Megazord onderdeel                                                       |
| ---------------- | ------------- | --------------- | ------------------------------------------------------------------------ |
| Elephant         | Olifant       | Alyssa Enrilé   | Zwaard en Schild                                                         |
| Green Gorilla    | Gorilla       | Cole Evans      | Torso + hoofd                                                            |
| Black Bear       | Zwarte beer   | Taylor Earhardt | Linkerarm                                                                |
| Polar Bear       | IJsbeer       | Taylor Earhardt | Rechterarm                                                               |
| Hammerhead Shark | Hamerhaai     | Merrick Baliton | Rechterarm                                                               |
| Alligator        | Alligator     | Merrick Baliton | Torso, hoofd en benen                                                    |
| Falcon           | Valk          | Cole Evans      | Torso + hoofd                                                            |
| Giraffe          | Giraffe       | Max Cooper      | Rechterarm                                                               |
| Deer             | Hert          | Alyssa Enrilé   | Linkerarm                                                                |
| Rhino            | Neushoorn     | Danny Delgado   | Benen                                                                    |
| Armadillo        | Gordeldier    | Danny Delgado   | Voetbalwapen voor de benen gevormd door Rhino.                           |
| Black Lion       | Zwarte Leeuw  | Geen            | Torso                                                                    |
| Blue Condor      | Condor        | Geen            | Hoofd                                                                    |
| Saw Shark        | Zaaghaai      | Geen            | Rechterarm                                                               |
| Brown Bizon      | Bizon         | Geen            | Benen                                                                    |
| Yellow Leopard   | Jachtluipaard | Geen            | Linkerarm                                                                |
| Soulbird         | onbekend      | Geen            | kan versmelten met elke Megazord combinatie om die meer kracht te geven. |

In de laatste aflevering duiken naast bovengenoemde Wild Zords nog een groot aantal op. Van deze zords is niet bekend hoe ze kunnen combineren tot Megazords. De enige geïdentificeerde zords zijn:
- De Rat Zord
- De Stingray Zord
- The Peacock Zord
- The Zebra Zord

Verder zijn er nog twee Wild Zords die alleen voorkwamen in de Japanse Gaoranger film en CD special:
- De Panda Beer
- De Fire Kong, een rood/gouden versie van de Gorilla Zord.

## Wild Force Megazord
Net als bij alle andere incarnaties van Power Rangers kunnen de individuele zords combineren tot een Megazord. De standaard formatie in deze serie was de Wild Force Megazord. Deze bestond in zijn primaire vorm uit de hoofdzords, behalve de wolf.
De Wild Force Megazord was in zijn primaire vorm gewapend met een zwaard. Zijn aanval was de Mega Roar, waarbij elk dier dat bij de combinatie was betrokken een energiestraal afvuurde. Een gelijksoortige aanval is de Soul Cannon, die kan worden gebruikt wanneer de Soul Bird met de Wild Force Megazord versmelt.

### Wild Force Megazord Modes
Omdat de Wild Zords onderling kunnen wisselen kent de Wild Force Megazord een groot aantal extra modes:
- Wild Force Megazord Sword & Shield Mode: de Elephant Zord combineert met de Megazord en geeft de Megazord zo een zwaard en schild om mee te vechten. Zijn aanvallen zijn de Elephant Sword Cyclone en Pachyderm Crusher.

- Wild Force Megazord Spear Mode: de Shark Zord wordt vervangen door de Giraffe Zord. Zijn aanval is de Spear of Pardolis.

- Wild Force Megazord Double Knuckle: de Shark en White Tiger Zords worden vervangen door Black Bear en Polar Bear Zords. De aanval van deze megazord is de Bear Blaster. Deze combinatie is echter moeilijk in stand te houden. De eerste keer dat hij werd gevormd, raakte de Lion Zord en zwaar door gewond.

- Wild Force Megazord Striker: de Bison Zord wordt vervangen door de Rhino & Armadillo Zords. Zijn aanval is de Final Strike waarbij de Armadillo als een bal naar de vijand wordt geschopt.

- Wild Force Megazord Predator Mode: de Shark en White Tiger Zords worden vervangen door de Hammerhead Shark en Wolf Zords. Dit geeft de megazord tevens de staf van de Predazord als wapen.

- Wild Force Megazord Predator Spear: de Shark en White Tiger Zords worden vervangen door de Giraffe en Wolf Zords.

- Wild Force Megazord Clutcher Mode: de White Tiger Zord wordt vervangen door de Deer Zord. Zijn aanvallen zijn de Deer Clutcher en Capture Bubble.

- Wild Force Megazord Spear & Shield Mode: de Shark Zord wordt vervangen door de Giraffe Zord, terwijl het hoofd van de Elephant Zord het schild vormt.

- Wild Force Megazord Spear and Knuckle: de Shark Zord wordt vervangen door de Giraffe Zord en de White Tiger Zord door de Black Bear Zord.

Andere variaties dan bovengenoemde zijn mogelijk, maar kwamen in de serie niet voor.
In de Super Sentai versie (niet in Power Rangers) konden de Shark, Elephant en White Tiger Zords ook combineren met de Thunderstorm Megazord (uit Power Rangers: Ninja Storm). Daarnaast kon de Time Shadow Megazord (uit Power Rangers: Time Force) combineren met de Wild Force Megazord.

## Kongazord
De Kongazord is de tweede Megazord van de Rangers, en bestaat in zijn primaire formatie uit de Gorilla, Black Bear, Polar Bear, en Bison Zords. Deze formatie wordt ook wel "Double Knuckle Mode" genoemd vanwege de twee beren in de combinatie. Net als de Wild Force Megazord kent de Kongazord meerdere varianten:
- Kongazord Striker: de Bison Zord wordt vervangen door de Rhino and Armadillo Zords.

- Kongazord Striker Clutcher: de Black Bear Zord wordt vervangen door de Deer Zord, en de Bison door de Rhino and Armadillo Zords.

- Kongazord Striker Spear: de Polar Bear Zord wordt vervangen door de Giraffe Zord, en de Bison Zords door de Rhino en Armadillo Zords.

## Predazord
De Predazord is de Megazord van de Lunar Wolf Ranger, Merrick Baliton, en bestaat in primaire vorm uit de Alligator, Hammerhead Shark, en Wolf Zords. In het begin werd deze megazord gebruikt door Zen Aku. Derhalve kent de Predazord een "Dark" en "Light" mode. In Dark Mode is zijn aanval de Predator Wave. In Light Mode is dit de Revolver Phantom en een "Light" versie van de Predator Wave genaamd de Blue Moon Wave. De Predazord is gewapend met de Gator Staff. Beide versies van de Predazord kunnen combineren met de andere Wild Zords, maar in de serie deed alleen de Dark versie dit:
- Predzord Spear Mode: de Giraffe Zord vervangt de Hammerhead Shark Zord als een arm.

- Predazord Double Knuckle: de Wolf en Hammerhead Shark Zords worden vervangen door de Black en Polar Bear Zords.

## Animus
Animus is een godachtige Megazord gelijk aan de Wild Force Megazord. Animus wordt ook wel beschreven als de voorouder van de Wild Force Megazord. Hij was een oud wezen van het goede die 3000 jaar geleden werd verslagen door de originele Master Org. De reïncarnatie van Animus, die later deze Megazord wordt, duikt eerst op in de gedaante van een jongen genaamd Kite. Animus gebruikt een grote boog als wapen. Zijn aanval is de Animarian Arrow.
Animus bestaat uit de Black Lion, Condor, SawShark, Buffalo, en Jaguar Wild Zords. Animus sterft in de finale van de serie opnieuw door Master Org’s toedoen.
In de serie zelf combineert Animus nooit met andere Wild Zords, maar aangenomen wordt dat hij dit wel kan. Animus is daarnaast de eerste Megazord die geheel zelf kan denken en spreken. Zijn stem werd gedaan door Charles Gideon Davis. Zijn menselijke gedaante, Kite, werd gespeeld door Ryan Goldstein.

## Isis Megazord
De Isis Megazord is een van de laatste Megazords die opduikt in de serie. De Isis Megazord kan in tegenstelling tot de andere Megazords vliegen. Hij bestaat in primaire vorm uit de Falcon Zord, Giraffe Zord, Deer Zord, Rhino Zord en Armadilo Zord. In de serie zelf komt slechts een andere formatie dan deze voor, maar in theorie kan de Isis Megazord met alle andere zords combineren.
- Isis Megazord Predator Mode: De Bison Zord vervangt de Rhino & Armadillo Zord, en de Wolf en Hammerhead Shark Zords vervangen de Giraffe en Deer Zords.

## Pegasus Megazord
Een zeldzame combinatie die slechts eenmaal wordt gebruikt. De Pegasus Megazord is de combinatie van de Falcon, Shark, White Tiger, Elephant en Red Lion zords. De Red Lion moest voor deze combinatie groeien tot bijna driemaal zijn normale formaat. De Pegasus Megazord kan vliegen en was de eerste centaurachtige megazord formatie.

## Ultimus Megazord
Hoewel deze formatie nooit in de serie voorkwam, bestond hij wel in de Super Sentai film GaoRanger Fire Mountain Howls. Daarin stond hij bekend onder de naam Gaoknight. De Ultimus Megazord bestaat uit de Fire Kong, Shark, een donkerpaarse Bison, Elephant, White Tiger en Soul Bird.

## Mogelijkheden
De aanvallen van de Megazords waren afhankelijk van hun combinaties.
- Mega Roar: uitgevoerd door Lion, Shark, Bison, Eagle en Tiger Wild Zords. Hierbij vuren ze een synchrone energiegolf af.

- Ultra Roar: uitgevoerd door alle Wild Zords.

- Pachyderm Crusher: uitgevoerd door elke “Sword and Shield Mode” Megazord.

- Soul Cannon: uitgevoerd door de Wild Force Megazord met de Soul Bird.

- Surging Arrow: de vin van de Shark Zord doet dienst als zwaard voor de Megazord waar hij onderdeel van is.

- Final Strike: uitgevoerd door elke “Striker Mode Megazord”. De Rhino schopt de Armadillo als een voetbal naar zijn vijand.

- Tornado Spin: uitgevoerd door de Wild Force Megazord Predator Mode. De Megazord gooit de armadillo als een bowlingbal.

- Pool Breaker: de Predazord vuurt de Armadillo zord af met zijn Gator Staff.

- Predator Wave: uitgevoerd door de Predazord. De Alligator vuurt een energiestraal af.

- Blue Moon Wave: uitgevoerd door de Predazord Blue Moon. Is een blauwgekleurde versie van de Predator Wave.

- Revolver Phantom: Uitgevoerd door de Predazord. De staart van de alligator doet dienst als een boor.

- Isis Stare: uitgevoerd door de Isis Megazord. Verlamt de vijand tijdelijk.

- Wings of Animaria: uitgevoerd door de Isis Megazord Predator Mode, waarin de Gator Staff van de Predazord Gator Staff en de staart van de Wolf Zord fuseren tot een energiespeer.

- Spear of Pardolis: uitgevoerd door elke “Spear Mode Megazord”. De Giraffe gebruikt zijn nek als speer.

- Bear Blaster: uitgevoerd door elke “Double Knuckle Megazord”. De Polar Bear en Black Bear vuren energiestralen af bestaande uit respectievelijk ijs en vuur.
- Bear Striker: uitgevoerd door de Kongazord. De Bear zords raken de vijand met vuur en ijsklappen.

- Horn Crush: uitgevoerd door elke Clutcher Mode Megazord. De Deer zords gewei pakt de vijand vast en draait hem in het rond.

- Bubble Capture: uitgevoerd door elke Clutcher Mode Megazord. De Deer Zords gewei vormen een bel die de vijand vangt en vervolgens explodeert.

- Animarian Arrow: uitgevoerd door Animus. Hij gebruikt de saw shark blade en de condor horns om een energiepijl af te vuren.

- Big Bang Slash: uitgevoerd door de Ultimus zord.

- Dance of the Beast King: uitgevoerd door de Pegasus Megazord. Het zwaard van de Elephant Zord raakt de vijand driemaal. (notitie: deze aanval kreeg in de Power Rangers serie geen naam. De naam is afkomstig van Gaoranger).